# Oscarshamnsposten
Oscarshamnsposten var en dagstidning med utgivningsperioden 1862-01-02--1923-06-19. Tidningen gick den 8 oktober 1923 upp  i Oskarshamnsnyheterna. Den nya tidningens namn blev Oskarshamns Nyheter / Oscarshamns-Posten.

## Redaktion
Redaktionsort  var hela tiden Oskarshamn. Politiskt var tidningen ursprungligen konservativ, sedan 1906-1920 liberal frisinnad för att 1920 bli socialdemokratisk. Periodisk bilaga för tidningen var Smålands Nisse som kom ut en gång i månaden. Mönsterås-Posten kallades sista tidningssidan för.  Utgivningsfrekvens var två nummer i veckan onsdag och lördag och från 1920 tre dagar i veckan tisdag, torsdag och lördag.
| Period                 | Ansvarig utgivare               | Titel                      | Period                 | Redaktör               |
| 1886-03-05--1901-07-02 | Severin, Carl Otto Ferdinand    | boktryckerikonstförvandten | 1900-01-03--1901-07-24 | Severin Otto           |
| 1901-07-03--1907-03-30 | Severin, Georg Robert Nathanael | redaktören                 | 1901-07-25--1907-03-30 | Severin, Georg         |
| 1907-04-03--1920-10-01 | Severin, Carl Axel Eberhard     | kontrollören               | 1907-04-03--1908-05-13 | Ljungquist, David      |
| 1920-10-02--1923-06-19 | Peterson, Oscar                 |                            | 1908-05-16--1909-06-02 | Heidenblad, Ruben      |
|                        |                                 |                            | 1909-06-05--1910-03-30 | E:son Widegren, Gunnar |
|                        |                                 |                            | 1910-04-02--1915-03-31 | Ljungquist, David      |
|                        |                                 |                            | 1915-04-01--1920-09-30 | Severin, Axel          |
|                        |                                 |                            | 1920-10-02--1923-06-19 | Wagnsson, Ruben        |

## Förlag, tryckning, upplaga och pris
Förlaget var 1900-01-03--1901-07-01 C.O.F. Severin i Oskarshamn, sedan  1901-07-02--1923-06-19 Aktiebolaget Oskarshamns-Postens tryckeri i Oskarshamn. Tidningen trycktes under 1901 hos COF Severin i Oskarshamn men 1901-1923 hette tryckaren Aktiebolaget Oskarshamns-Postens tryckeri i Oskarshamn. Tidningen hade 4 sidor och trycktes i svart, med fraktur och antikva till 1912, sedan endast antikva. Satsyta var stor minst 60 x 38 cm hela utgivningen. Upplagan var 9000 exemplar 1900 annars saknas sifferuppgifter. Prenumerationspriset var 2 kronor 1900, steg till 8 kr 1920 och 10 kronor 1923.